# Episodi di Boss (seconda stagione)
La seconda ed ultima stagione della serie televisiva Boss è stata trasmessa dal 17 agosto al 19 ottobre 2012 sul canale statunitense Starz.
In Italia la serie va in onda dall'11 dicembre 2015 in orario notturno su Rai 4.
| nº | Titolo originale    | Titolo italiano        | Prima TV USA      | Prima TV Italia  |
| -- | ------------------- | ---------------------- | ----------------- | ---------------- |
| 1  | Louder Than Words   | Più forte del silenzio | 17 agosto 2012    | 11 dicembre 2015 |
| 2  | Through and Through | Senza tregue           | 24 agosto 2012    | 12 dicembre 2015 |
| 3  | Ablution            | L'Abluzione            | 31 agosto 2012    | 15 dicembre 2015 |
| 4  | Redemption          | Redenzione             | 7 settembre 2012  | 16 dicembre 2015 |
| 5  | Mania               | Mania                  | 14 settembre 2012 | 17 dicembre 2015 |
| 6  | Backflash           | Flashback              | 21 settembre 2012 | 18 dicembre 2015 |
| 7  | The Conversation    | La resa dei conti      | 28 settembre 2012 | 19 dicembre 2015 |
| 8  | Consequence         | Nuove alleanze         | 5 ottobre 2012    | 22 dicembre 2015 |
| 9  | Clinch              | Corpo a corpo          | 12 ottobre 2012   | 23 dicembre 2015 |
| 10 | True Enough         | Uniti fino alla fine   | 19 ottobre 2012   | 24 dicembre 2015 |